# Viktória Bréjneva
Viktória Petrovna Bréjneva (rus: Викто́рия Петро́вна Бре́жнева; 11 de desembre de 1907 – 5 de juliol de 1995) va ser la dona del polític soviètic i Secretari General Leonid Bréjnev. Va ser la mare de Iuri Bréjnev i Galina Brejneva.

## Biografia
Va néixer a Belgorod el 1907. Segons l'historiador Robert Service era d'arrels jueves, tot i que no tothom hi està d'acord. Va conèixer Leonid Bréjnev per primer cop el 1925. Després d'anys de sortir junts, Viktoria i Bréjnev es van casar el 1928. El següent any, el matrimoni va tenir la seva primera filla, Galina. Quatre anys més tard, van tenir el segon fill, Iuri. La relació de Viktoria i Bréjnev va ser descrita com "antiga" i "sense exageració amorosa". Segons les memòries dels familiars de Bréjnev, va ser Viktoria qui va encoratjar l'estil materialístic de Bréjnev. Durant el mandat de Bréjnev com a Secretari General, Viktoria va romandre apartada, ja que no li agradava atraure l'atenció pública. La seva última aparició en públic va ser al funeral d'estat de Bréjnev el 1982. Després de la mort de Bréjnev, Viktoria va viure 13 anys més, morint després de tenir problemes durant alguns anys amb la diabetis el 1995. Va viure en el pis vell de Bréjnev per la resta de la seva vida. La seva pròpia filla, Galina, no va assistir al funeral, tot i que la resta de la família sí que hi va anar.